# Naturschutzdienst
Der Naturschutzdienst ist ein durch die deutschen Bundesländer individuell geregelter Dienst für naturschutzfachliche Fragen. Der Dienst wird in der Regel ehrenamtlich ausgeübt. Ziel ist die Durchsetzung von Belangen des Naturschutzes und das Verhindern aller Aktionen, die den örtlichen naturschutzrechtlichen Bestimmungen zuwiderlaufen.
Fachkundige Personen, die nach länderspezifischen Regelungen geschult sind, werden von den Naturschutzbehörden in den Naturschutzdienst berufen.
In Österreich werden die Aufgaben von den Berg- und Naturwachten wahrgenommen.

## Organisation
Die Organisation des Naturschutzdienstes und dessen Kompetenzen sind in Deutschland Länder- bzw. Kreis-Angelegenheit.
Der Naturschutzdienst ist nicht automatisch mit der Betreuung von Schutzgebieten beauftragt.
Die geforderten Qualifikationen und die Ausbildung der Personen im Naturschutzdienst ist in den einzelnen Bundesländern ebenfalls unterschiedlich und in der Regel durch Verordnungen geregelt. Die Beauftragung erfolgt für fünf Jahre mit der Möglichkeit auf Verlängerung.

## Naturschutzdienst in den Ländern

### Baden-Württemberg
In Baden-Württemberg gibt es ehrenamtliche Naturschutz-Referenten, deren Aufgaben im Landes-Naturschutzgesetz geregelt sind:
§ 48 Naturschutzbehörden, Absatz 5: Die Naturschutzbeauftragten sind ehrenamtlich tätig. Die Stadt- und Landkreise bestellen jeweils auf die Dauer von fünf Jahren für ihr Gebiet einen oder mehrere Naturschutzbeauftragte. Die Bestellung ist widerruflich. Die Naturschutzbeauftragten haben Anspruch auf Ersatz ihrer Auslagen. Sie haben ferner Anspruch auf eine angemessene Aufwandsentschädigung durch das Land.

### Bayern
In Bayern können die unteren Naturschutzbehörden gemäß Art. 49 BayNatSchG Hilfskräfte als Naturschutzwacht berufen. Diese haben nach einer fachlichen und rechtlichen Ausbildung auf ihr konkretes Gebiet beschränkte polizeiliche Befugnisse. Angehörige der Naturschutzwacht sind in der Regel ehrenamtlich tätig, in einigen Fällen werden Personen mit der Aufgabe bestellt, die ohnehin beruflich Aufsicht in Schutzgebieten führen.

### Freie Hansestadt Bremen
In Bremen gibt es seit 1995 eine Naturschutzwacht. Ihre ehrenamtlichen Mitglieder werden vom Senator für Umwelt bestellt. Die Mitglieder der Naturschutzwacht sind hauptsächlich mit der Betreuung der Natur- und Landschaftsschutzgebiete Bremens beschäftigt und gelten als Bindeglied zwischen Verwaltung und Öffentlichkeit. Sie betreuen in Zusammenarbeit mit den Naturschutzverbänden die Schutzgebiete.
Zu ihren Aufgaben gehört Besucher über die Schutzgebiete zu informieren, die Schutzbestimmungen zu überwachen und kleinere Reparatur- und Pflegearbeiten durchzuführen. Darüber hinaus sind sie Kontaktperson zu Schulen, (Naturschutz-)Verbänden und Behörden und bietet naturkundliche Führungen an. Die Mitarbeiter der Naturschutzwacht Bremen tragen Dienstkleidung (Weste) und Dienstabzeichen.

### Schleswig-Holstein
Nach der Landesverordnung über den Naturschutzdienst vom 16. Juni 1995 können die unteren Naturschutzbehörden sachkundige Personen im Benehmen mit dem jeweiligen Naturschutzbeirat in den Naturschutzdienst bestellen. Örtlich tätige Naturschutzvereine können Vorschläge unterbreiten. Die Bestellung erfolgt nur für ein bestimmtes Gebiet innerhalb des Zuständigkeitsbereiches der bestellenden Naturschutzbehörde. Die Mitglieder des Naturschutzdienstes werden für einen Zeitraum von längstens fünf Jahren bestellt. Die Wiederbestellung ist möglich. Die Mitglieder des Naturschutzdienstes sind während der Wahrnehmung ihrer Aufgaben Angehörige der Naturschutzbehörde im Außendienst.
Eignungsvoraussetzungen sind demnach die Zuverlässigkeit für die Wahrnehmung des Amtes, Kenntnisse über Naturschutz und Landschaftspflege, Erholung in Natur und Landschaft, anzuwendende Rechts- und Verwaltungsvorschriften sowie für die Ausübung der Tätigkeit und Wahrnehmung der Aufgaben notwendige Kenntnisse und Fähigkeiten. Zudem werden Ortskenntnisse als sinnvoll erachtet.
Sie sind an Weisungen der bestellenden Naturschutzbehörden gebunden. Im Übrigen entscheiden sie über ihre Tätigkeit im Rahmen der Aufgabenbeschreibung in eigener Verantwortung. Soweit es zur Erfüllung ihrer Aufgaben erforderlich ist, sind die Mitglieder des Naturschutzdienstes gemäß § 50 Landesnaturschutzgesetz berechtigt, in ihrem Dienstbezirk eine Reihe hoheitlicher Aufgaben wahrzunehmen (Platzverweise auszusprechen, widerrechtlich entnommene Pflanzen, Tiere oder Gegenstände sicherzustellen u. a.).
Die ehrenamtlichen Mitglieder des Naturschutzdienstes haben während eines Bestellungszeitraums an einer Reihe von Fortbildungsmaßnahmen teilzunehmen.